# 扎沃茨凯

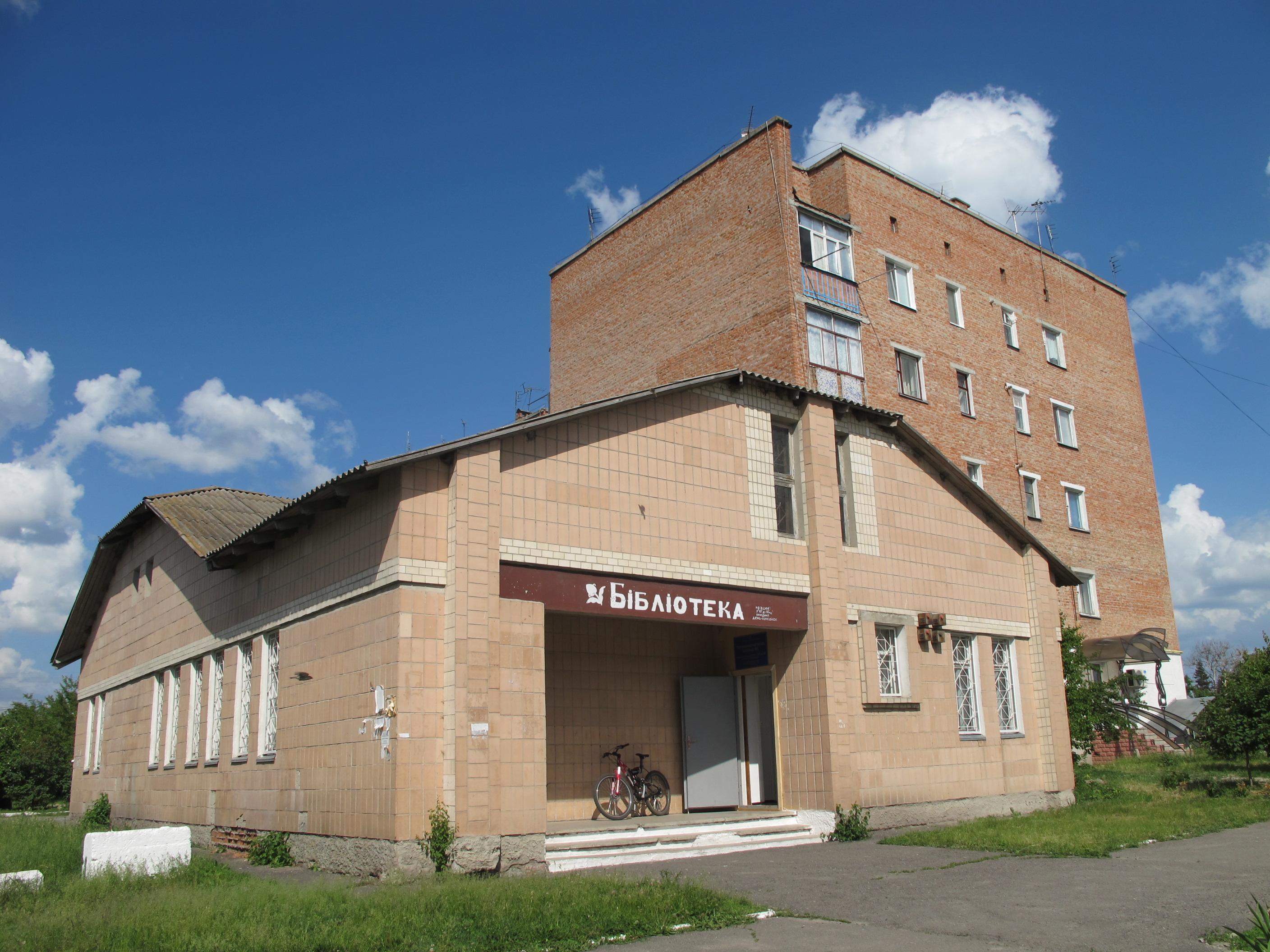
市图书馆

扎沃茨凯（羅馬化：Zavodske）是烏克蘭北部波爾塔瓦州米爾霍羅德區扎沃茨凯市镇内的城市及其行政中心。距離州府波爾塔瓦125公里，始建於1928年，海拔高度108米，面積12.34平方公里，2011年人口8,724。

## 名称
1961年之前名为斯大林卡（烏克蘭語：Сталінка），1961–2016年名为切尔诺沃扎沃茨科耶。